# Максмері (Кууснимме)
Ма́ксмері (ест. Maksmeri) — природне озеро в Естонії, у волості Ляене-Сааре повіту Сааремаа.

## Розташування
Максмері належить до Західно-острівного суббасейну Західноестонського басейну.
Озеро лежить на південь від села Кууснимме.
Акваторія водойми входить до складу національного парку Вільсанді.

## Опис
Загальна площа озера становить 1,3 га. Довжина берегової лінії — 433 м.